# Efeméride (astronomia)
Em astronomia e navegação, uma efeméride (do grego εφημερίς) é uma tabela astronômica em que, com intervalos de tempo regulares, registra-se a posição relativa de um astro.

## Etimologia
Efemérides significam, em latim, "memorial diário", "calendário" (ephemèris,ìdis), ou, em grego, "de cada dia" (ephémerís,îdos). A palavra efêmero/a ("que dura um dia") tem a mesma etimologia.
Na forma plural, "efemérides", nomeadamente, "efemérides astronômicas" ou "efemérides monárquicas", é o termo usado por magos, astrônomos, astrólogos e monarcas para anunciar a tanto as ocorrências de alguns acontecimentos  celestiais (eclipse, cometas) bem como escolher a posição dos astros para assinaturas e tratados imperiais tudo de acordo com a posição dos astros de cada dia, normalmente encontrados num conjunto de tabelas denominadas hoje efemérides astronômicas, que indicam a posição dos astros para cada dia do ano.
Modernamente, as efemérides astronômicas são calculadas por algoritmos.[carece de fontes?]